# Panguïta
La panguïta és un mineral de la classe dels òxids. Rep el nom de Pangu, el gegant de la mitologia xinesa que va crear el món separant el cel i la terra del caos al principi, en al·lusió a aquest mineral d'origen ultrarefractari que es trobava entre els primers materials sòlids del sistema solar.

## Característiques
La panguïta és un òxid de fórmula química (Ti,Al,Sc,Mg,Zr,Ca)1.8O₃, sent considerat un dels minerals més antics del sistema solar. Va ser aprovada com a espècie vàlida per l'Associació Mineralògica Internacional l'any 2010, sent publicada per primera vegada un any més tard. Cristal·litza en el sistema ortoròmbic.
L'exemplar que va servir per a determinar l'espècie, el que es coneix com a material tipus, es troba conservat a les col·leccions mineralògiques del Museu Nacional d'Història Natural, l'Smithsonian, situat a Washington DC (Estats Units), amb el número de registre: 7602.

## Formació i jaciments
Va ser descoberta al meteorit Allende, recollit a Pueblito de Allende (Chihuahua, Mèxic), on es va trobar com a inclusions de grans irregulars d'entre 500 nm a 1,8 μm de mida, associada a altres minerals com el diòpsid i la davisita, així com olivina. Posteriorment ha estat descrita en altres dos meteorits: el Sayh al Uhaymir 290, trobat a Oman, i el Vigarano, a Itàlia.